# Vivir a destiempo
Vivir a destiempo (trad.: Viver no Erro) é uma telenovela mexicana produzida por Fides Velasco e exibida pela Azteca entre 25 de fevereiro e 20 de setembro de 2013.
Foi protagonizada por Edith González e Ramiro Fumazoni e antagonizada por Humberto Zurita, Andrea Noli e Wendy de los Cobos.

## Sinopse
Paula é uma mulher humilde e submissa casada há 22 anos com Rogelio, com dois filhos: Daniel e Tania. Rogelio, muito mais velho do que ela, mas é um homem despótico e misógino que, com suas explosões e atitudes, estragou toda uma família, colocando sua filha ninfómana Tania contra Paula e só tendo Daniel e sua mãe ao seu lado Carolina
Na sua vida Alejandro reaparece, que era seu namorado na juventude de Paula, e de quem ela estava muito apaixonada. No entanto, uma série de circunstâncias forçou-os a acabar com seu relacionamento, principalmente devido à pressão do pai de Alejandro, que não aprovou seu relacionamento. Além da decepção que isso causou, Paula teve mais tragédias: seu pai cometeu suicídio, e isso força ela, sua mãe e sua irmã a terem que avançar sozinhas.
Agora Alejandro, que acabou se casando com Amparo e tendo um filho com ela, Eduardo, mas divorciaram-se de seus caprichos e infidelidades, já que Amparo é libertino e promíscuo.
A reunião de Paula e Alejandro foi acidental porque sua filha, Tania, e seu filho, Eduardo, se tornaram amantes e tiveram relações. Paula agora sente que a vida está lhe dando uma segunda chance, e decide confrontar Rogelio e terminar seu casamento. Ela procura um emprego e começa a se sentir útil e orgulhosa de alcançar sua independência. Paula e Alejandro estão dispostos a dar-se a oportunidade de serem felizes, pois não podiam estar no passado, porém os segredos, conflitos, traições e mentiras, juntamente com as intrigas de Rogelio, Sonia, Tania e Amparo, ameaçam separá-los novamente, arriscando assim, o desejo de que ambos nunca digam mais "Viver no momento errado".

## Elenco
- Edith González - Paula Duarte de Bermúdez
- Ramiro Fumazoni - Alejandro Monroy
- Humberto Zurita - Rogelio Bermúdez
- Andrea Noli - Sonia Duarte
- Veronica Merchant - Cristina de Delgado
- Juan Manuel Bernal - Patricio Delgado
- Marta Verduzco - Carolina Duarte
- José González Márquez - Félix Delgado
- Wendy de los Cobos - Amparo Ávalos
- Víctor Huggo Martín - Salvador Chinchilla
- María Reneé Prudencio - Beatriz Montenegro
- Rafael Sánchez Navarro - Martín Campos
- Carmen Madrid - Karina Gómez
- Gabriela Roel - Eleonora Campos
- Carmen Delgado - Chole
- Miriam Higareda - Berenice Delgado
- Marcela Guirado - Tania Bermúdez Duarte
- Carlos Marmen - Daniel Bermúdez Duarte
- Luciano Zacharski - Eduardo Monroy Ávalos
- German Girotti - Julio Montenegro
- Israel Amescua - Mauricio Campos
- Ivonne Zurita - Rocío Campos
- Mayra Sierra - Mirna